# Festival de Música Popular Brasileira 1960
O I Festival de Música Popular Brasileira (I Festa da Música Popular Brasileira) foi realizado entre os meses de novembro e dezembro de 1960, no Grande Hotel la Plage, no Guarujá, no estado de São Paulo, uma cidade litorânea tal como Cannes e San Remo. O festival foi idealizado e dirigido por Tito Fleury (inspirado no  festival da cidade italiana de San Remo), promovido pela TV Record, apoiado por Samuel Wainer, do jornal Última Hora e transmitido pelas rádios Record e Panamericana.

A final foi no dia 03 de dezembro, na qual competiram 21 canções, saindo vencedora  “Canção do Pescador”, composição de Newton Mendonça (que fez parceria com Tom Jobim em “Desafinado” e “Samba de Uma Nota Só”) com interpretação de Roberto do Amaral.
| Lista das canções concorrentes | Lista das canções concorrentes                     | Lista das canções concorrentes | Lista das canções concorrentes |
| ------------------------------ | -------------------------------------------------- | ------------------------------ | ------------------------------ |
| Título                         | Autor (es)                                         | Intérprete(s)                  | Classificação                  |
| Canção do Pescador             | Newton Mendonça                                    | Roberto Amaral                 | 1º                             |
| Eu                             | Laudelina Cotrim de Castro                         | Mag May                        | 2º                             |
| Seringueiro                    | José Assad (Baduíno)                               | Edilton Lopes                  | 3º                             |
| Passarinho Bem Querê           | Barbosa Lessa                                      |                                | 4º                             |
| Samba Triste                   | Vadim da Costa Arsky                               |                                | 5º                             |
| Rimas de Ninguém               | Vera Brasil                                        |                                | 6º                             |
| Grande Ciúme                   | José Domingos da Silva                             |                                | 7º                             |
| De Agosto a Setembro           | Armando Cavalcanti e Vítor Freire                  |                                | 8º                             |
| Rei Zulu Chegô                 | José Assad (Baduíno)                               |                                | 9º                             |
| Boa Noite Cidade               | Aristides Moreira Costa (Aimoré)                   |                                | 10º                            |
| Fim de Noite                   | Vadim da Costa Arsky                               |                                | 11º                            |
| Afinado                        | Raul Gomide de Andrade                             |                                | 12º                            |
| Balada para a Onda do Mar      | Alfredo Morais                                     |                                | 13º                            |
| Zumbi Guerreiro                | Antônio Bueno                                      |                                | 14º                            |
| Quiproquó Sentimental          | Vadim Arsky e Fernando Araújo                      |                                | 15º                            |
| Pinta a Cara Palhaço           | Hélio Amaral                                       |                                | 16º                            |
| Continue a Tentar              | Belmiro Barrela                                    |                                | 17º                            |
| Juízo Final                    | Lúcio Cardim Filho                                 |                                | 18º                            |
| Uirapuru                       | Alfredo Morais                                     |                                | 19º                            |
| Brasília                       | Etore Agili                                        |                                | 20º                            |
| Foi Assim no Começo            | Horácio Soiza Coutinho Filho e José Souza Coutinho |                                | 21º                            |